# Roberto III de Worms
Roberto III de Worms (790 ou 800 — 834), também conhecido como Rutpert e Roberto III de Hesbaye, foi o Conde de Worms e de Rheingau, pertencente à dinastia franca dos robertianos. Foi filho de Roberto II de Hesbaye.
Com sua esposa, Waldrade de Orleães, teve Roberto, o Forte. Sua prima foi Ermengarda de Hesbaye, esposa do imperador franco Luís I de França. Seu primo Crodegango de Metz foi arcebispo de Metz e abade de Lorsch. Também foi avô de dois reis da França: Odão e Roberto I, além de trisavô de Hugo Capeto. De seu casamento teve:
- Roberto, o Forte (866), marquês de Nêustria.
- Provavelmente Odão († 871), conde de Troyes.
- provavelmente Adalelmo, conde de Laon, conselheiro de Luis II, o Gago em 877 e pai de Gautier, conde de Laon executado em 892.

Ele morreu antes de 834. Seu filho Roberto, o Forte herdou seus condados em 836.